# 旅行吊靴鬼
《旅行吊靴鬼》（Travel Stalker），是香港電視娛樂製作的旅游節目系列，總共有兩季，每季各兩輯。第一季由2016年11月28日至2017年1月31日逢星期一、二22:30-23:00在ViuTV播出，分做《旅行吊靴鬼 - 台灣》（星期一播出）同《旅行吊靴鬼 - 日本》（星期二播出），分別由李敏同李蔓瑩做主持。第二季由2017年2月27日至3月28日逢星期一、二22:30-23:00在ViuTV播出，分做《旅行吊靴鬼 - 韓國》（星期一播出）同《旅行吊靴鬼 - 泰國》（星期二播出），分別由李蔓瑩同李敏做主持。
節目主持没有預先規劃行程，而是每日都會找一組到當地旅游的香港人，好像「吊靴鬼」（跟屁虫）那样跟着别人一起玩。

## 每集一覽

### 旅行吊靴鬼 - 台灣
| 集數 | 播映日期 | 主題     |
| 1    | 11月28日 | 姚氏家庭 |
| 2    | 12月5日  | 私房夫妻 |
| 3    | 12月12日 | 中學同學 |
| 4    | 12月19日 | 三個女仔 |
| 5    | 12月26日 | 訂婚夫婦 |
| 6    | 1月2日   | 零團友   |
| 7    | 1月9日   | 兩個家庭 |
| 8    | 1月16日  | 居日遊台 |
| 9    | 1月23日  | 四個女仔 |
| 10   | 1月30日  | 台灣家庭 |

### 旅行吊靴鬼 - 日本
| 集數 | 播映日期 | 主題         |
| 1    | 11月29日 | 初到奈良     |
| 2    | 12月6日  | 再到奈良     |
| 3    | 12月13日 | 又到宇治     |
| 4    | 12月20日 | 馬拉松與日落 |
| 5    | 12月27日 | 登高賞紅葉   |
| 6    | 1月3日   | 轉戰京都     |
| 7    | 1月10日  | 嵐山嵯峨野   |
| 8    | 1月17日  | 清水寺       |
| 9    | 1月24日  | 廢墟攝影     |
| 10   | 1月31日  | 回味無窮     |

### 旅行吊靴鬼 - 韓國
| 集數 | 播映日期 | 主題         |
| 1    | 2月27日  | 踏上韓國征途 |
| 2    | 3月6日   | 韓國小鮮肉   |
| 3    | 3月13日  | 真正朋友     |
| 4    | 3月20日  | 瘋狂購物之旅 |
| 5    | 3月27日  | K-pop 狂迷   |

### 旅行吊靴鬼 - 泰國
| 集數 | 播映日期 | 主題              |
| 1    | 2月28日  | 小鮮肉            |
| 2    | 3月7日   | 古城              |
| 3    | 3月14日  | 文青漫遊大皇宮    |
| 4    | 3月21日  | 泰國香港男        |
| 5    | 3月28日  | Ranya VS 陽光男孩 |

## 外部連結
- ViuTV：旅行吊靴鬼 - 台灣 （页面存档备份，存于）
- ViuTV：旅行吊靴鬼 - 日本 （页面存档备份，存于）
- ViuTV：旅行吊靴鬼 - 韓國 （页面存档备份，存于）
- ViuTV：旅行吊靴鬼 - 泰國 （页面存档备份，存于）